# Gompie
Gompie war das gemeinsame Projekt von Peter Koelewijn, Musikproduzent, und Rob Peters, Direktor des Musiklabels RPC. Beiden gelang Mitte der 1990er Jahre mit dem Titel Alice, Who the Fuck Is Alice?, einer Adaption eines Hits der britischen Band Smokie, die das Lied von New World gecovert hat, ein internationaler Singleerfolg.

## Geschichte
Benannt ist das Projekt nach dem Café Gompie in der niederländischen Stadt Nijmegen. Dort wurde regelmäßig der aus dem Jahr 1976 stammende Hit Living Next Door to Alice von Smokie gespielt. An der Stelle im Refrain, an der der Name Alice vorkommt, drehte der örtliche DJ Onno Pelser für gewöhnlich den Ton ab, woraufhin die Gäste des Cafés „Alice, who the fuck is Alice?“ schrien. Als Peters eines Abends Gast in dem Lokal war und Zeuge des Rituals wurde, griff er die Idee sofort auf. Er benachrichtigte seinen Freund Koelewijn und beide nahmen unter dem Namen Gompie eine Single auf.
Der Song entwickelte sich zunächst in den Benelux-Staaten zum Hit. In ihrem Heimatland erreichten Gompie im Frühjahr 1995 für fünf Wochen Platz 1 der Charts. Von dort schwappte der Erfolg auch in die Nachbarländer über. In den deutschsprachigen Ländern erreichte die Single im Sommer hohe Platzierungen in den Top Ten. In Großbritannien reichte es für die besten 20.
Nach demselben Prinzip wurde später das Lied Always Look on the Bright Side of Life aus dem Monty-Python-Film Das Leben des Brian konzipiert. Der Song wurde als Life? You Never Saw My Wife veröffentlicht, erreichte jedoch nicht den Erfolg von Alice, Who the Fuck Is Alice?.
Im Nachgang zum Single-Erfolg veröffentlichte die Band das Album Who the X Is Gompie?, das überwiegend Parodien bekannter Songs von Interpreten wie Gloria Gaynor, Elvis Presley, LaBelle und anderen, aber auch einige humoristische Eigenkompositionen enthielt. Dem Album war kein kommerzieller Erfolg beschieden.

## Diskografie

### Alben
- 1995: Who the X Is Gompie!

### Singles
- 1995: Alice, Who the X Is Alice? (Living Next Door to Alice)
- 1995: Tarzan & Heidi
- 1995: Life? You Never Saw My Wife!
- 1997: All I Want for Xmas Is a Spice Girl
- 2000: Hey Baby – Oe Aa

## Auszeichnungen für Musikverkäufe
| Goldene Schallplatte - Belgien - 1995: für die Single Alice, Who the X Is Alice? - Norwegen - 1996: für die Single Alice, Who the X Is Alice? |

Anmerkung: Auszeichnungen in Ländern aus den Charttabellen bzw. Chartboxen sind in ebendiesen zu finden.
| Land/RegionAuszeichnungen für Musikverkäufe (Land/Region, Auszeichnungen, Verkäufe, Quellen) | Gold     | Platin | Verkäufe | Quellen           |
| -------------------------------------------------------------------------------------------- | -------- | ------ | -------- | ----------------- |
| Deutschland (BVMI)                                                                           | Gold1    | —      | 250.000  | musikindustrie.de |
| Belgien (BRMA)                                                                               | Gold1    | —      | 25.000   | ultratop.be       |
| Niederlande (NVPI)                                                                           | Gold1    | —      | 50.000   | nvpi.nl           |
| Norwegen (IFPI)                                                                              | Gold1    | —      | 10.000   | ifpi.no           |
| Schweiz (IFPI)                                                                               | Gold1    | —      | 25.000   | hitparade.ch      |
| Insgesamt                                                                                    | 5× Gold5 | —      |          |                   |

## Auszeichnungen
- RSH-Gold
  - 1996: in der Kategorie „Party-Hit des Jahres“ (Alice, Who the Fuck Is Alice)[2]